# Island in the Sun (cançó)
Island in the Sun és el segon senzill de l'àlbum Weezer (The Green Album), tercer disc del grup estatunidenc Weezer. El senzill fou produït per Rik Ocasek i es va llançar l'any 2001. Tot i que inicialment no tenien planejat que formés part de l'àlbum, el productor va decidir introduir-la i va esdevenir el senzill amb més ressò de la banda arreu del món. El seu títol es va extreure de la cançó Holidays in the Sun dels Sex Pistols.
La banda va gravar dues versions del videoclip. La primera, coneguda com a Mexican Wedding i dirigida per Marcos Siega, mostra a la banda tocant durant tot el desenvolupament del casament d'una parella mexicana. La segona versió, titulada Animals i dirigida per Spike Jonze. En aquest videoclip també apareix la banda però jugant amb diversos animals salvatges en una muntanya. Només Brian Bell, Rivers Cuomo i Patrick Wilson apareixen en el videoclip, ja que el baixista Mikey Welsh abandonà la banda poc abans del rodatge. Als executius de la MTV no els agradava la primera versió i aquesta tingué menys publicitat, tot i que ambdues es troben disponibles a iTunes.

## Llista de cançons
Promo CD només ràdio
1. "Island In The Sun" - 3:20

CD Retail #1 (Regne Unit)
1. "Island In The Sun" - 3:20
2. "Oh Lisa" - 2:45
3. "Always" - 2:05
4. "Island In The Sun" (Vídeo CD-ROM)

CD Retail #2 (Regne Unit)
1. "Island In The Sun" - 3:20
2. "Sugar Booger" - 3:40
3. "Brightening Day" - 2:11

7" Retail (vinil groc) (Regne Unit)
1. "Island In The Sun" - 3:20
2. "Always" - 2:05

CD Retail (Japó)
1. "Island In The Sun" - 3:20
2. "Teenage Victory Song" - 3:05
3. "Starlight" - 3:19

## Posicions en llista
| Llista                | Posició |
| --------------------- | ------- |
| US Modern Rock Tracks | 11      |
| UK Singles Chart      | 31      |
| US Billboard Hot 100  | 111     |